# Nischneudinsk
Nischneudinsk (russisch Нижнеудинск) ist eine Stadt in der Oblast Irkutsk (Russland) mit 36.999 Einwohnern (Stand 14. Oktober 2010).

## Geographie
Die Stadt liegt im nördlichen Vorland des Ostsajan, etwa 500 km nordwestlich der Oblasthauptstadt Irkutsk, am Fluss Uda, dem rechten Quellfluss der Tassejewa im Becken der Angara.
Die Stadt Nischneudinsk ist der Oblast administrativ direkt unterstellt und zugleich Verwaltungszentrum des gleichnamigen Rajons. Der Stadt ist auch die etwa 75 Kilometer nordwestlich gelegene Stadt Alsamai verwaltungstechnisch unterstellt.
Nischneudinsk liegt an der Transsibirischen Eisenbahn (Streckenkilometer 4678 ab Moskau) sowie der Fernstraße M53 Nowosibirsk–Irkutsk–Listwjanka.

## Geschichte
Der Ort wurde 1648 von Kosaken unter dem Namen Pokrowski Gorodok gegründet. 1649 entstand ein kleiner, 1664 dann ein neuer, größerer Ostrog. 1783 wurde unter dem heutigen Namen das Stadtrecht verliehen. Der Name bezieht sich auf den Fluss Uda; Nischne- bedeutet Unter-, zur Unterscheidung von Werchneudinsk, welches weiter oberhalb im Angarabecken am gleichnamigen in die Selenga mündenden Fluss Uda liegt; Werchne- bedeutet Ober-.
Lange Zeit war Nischneudinsk bedeutender regionaler Handelspunkt für Gold und Erzeugnisse von Jagd und Viehzucht.

### Bevölkerungsentwicklung
| Jahr | Einwohner |
| ---- | --------- |
| 1897 | 5.752     |
| 1926 | 10.400    |
| 1939 | 27.721    |
| 1959 | 38.761    |
| 1970 | 39.743    |
| 1979 | 41.399    |
| 1989 | 43.759    |
| 2002 | 39.624    |
| 2010 | 36.999    |

Anmerkung: Volkszählungsdaten (1926 gerundet)

## Kultur und Sehenswürdigkeiten
In Nischneudinsk sind verschiedene Gebäude aus dem 19. Jahrhundert erhalten, darunter die Kirche des Hl. Nikolaus (Никольская церковь/ Nikolskaja zerkow).
Entlang der Uda befinden sich diverse Natursehenswürdigkeiten, so etwa 20 km flussabwärts der 20 Meter hohe Ukowski-Wasserfall und 75 km flussaufwärts die Nischneudinsker Höhlen. Das schwer zugängliche Hochgebirgsgebiet im Oberlauf der Uda, auf dem Territorium des Rajons Nischneudinsk, wird Tofalarien genannt. Hier siedelt eine der kleinsten Ethnien Russlands, die Tofalaren.
Seit 1972 gibt es in der Stadt ein Heimatmuseum.

## Wirtschaft
Nischneudinsk ist Zentrum der Holzwirtschaft. Daneben gibt es Betriebe des Eisenbahnverkehrs, der Bau- und Lebensmittelwirtschaft, in der Umgebung Landwirtschaft (hauptsächlich technische Kulturen und Gemüse, Viehwirtschaft).

## Söhne und Töchter der Stadt
- Jewgeni Jewtuschenko (1932–2017), russischer Dichter
- Sergei Lipilin (* 1965), russischer Admiral